# Izabela Štimac
Izabela Štimac, född 12 november 2000, är en kroatisk volleybollspelare (libero).
Štimac spelar i Kroatiens landslag och deltog med dem vid VM 2022 och EM 2023. Han har spelat med HAOK Mladost i Kroatien sedan 2018 och har med dem blivit både kroatisk mästare och kroatisk cupmästare.